# 2000 Pennsylvania Avenue
2000 Pennsylvania Avenue, también conocido como The Shops at 2000 Penn y Red Lion Row, es un centro comercial y un complejo de oficinas de 8 niveles localizado en la Avenida Pensilvania, en el cuadrante Noroeste de Washington D. C. Forma una entrada principal a la George Washington University. El edificio de oficinas fue construido entre 1982 y 1983, e incorpora terraced houses construidas entre 1831 y 1896.  
Al igual que 2000 Block of Eye Street, NW, las casas fueron agregadas al Registro Nacional de Lugares Históricos en 1977.
Las casas más antiguas estuvieron localizadas en la cuadra de las calles H, I, 20, y 21, NW; su diseño y quien las construyó se desconoce.  Los trece edificios fueron unidos cuando se construyeron las tiendas y oficinas; el material original usado fue usado e incorporado en la construcción. El trabajo en el complejo inició el 28 de diciembre de 1982; fue nombrado el 19 de octubre de 1983.